# Direkt tillämplighet
Direkt tillämplighet innebär att en förordning inom unionsrätten får rättsverkan samtidigt och enhetligt inom hela Europeiska unionen när den träder i kraft. Till skillnad från ett direktiv blir en förordning en del av de nationella rättsordningarna utan att unionens medlemsstater behöver vidta några genomförandeåtgärder för att införliva rättsakten. Medlemsstaterna varken ska eller får införliva en förordning i den nationella lagstiftningen eftersom ett sådant införlivande skulle leda till oklarheter vad gäller bestämmelsernas rättsliga karaktär och tidpunkten för deras ikraftträdande. Däremot kan en förordning kräva att medlemsstaterna antar vissa kompletterande bestämmelser för att anpassa den nationella lagstiftningen, till exempel för att fastställa vilken nationell myndighet som är ansvarig för dess tillämpning.
Principen om direkt tillämplighet infördes ursprungligen genom Romfördraget, som trädde i kraft den 1 januari 1958, och regleras således uttryckligen av unionens fördrag:
| ” | En förordning ska ha allmän giltighet. Den ska till alla delar vara bindande och direkt tillämplig i varje medlemsstat. | „ |
| – Andra stycket i artikel 288 i fördraget om Europeiska unionens funktionssätt efter Lissabonfördragets ikraftträdande | |   |

I vissa specifika fall kan även beslut vara direkt tillämpliga; begreppet är dock främst förknippat med förordningar.
Direkt tillämpliga rättsakter har långtgående rättsverkan i de nationella rättsordningarna och medför omedelbart rättigheter och skyldigheter för alla som de berör. En bestämmelse i en direkt tillämplig rättsakt som skapar en rättighet för enskilda har därför i allmänhet fullständig direkt effekt, det vill säga den kan åberopas av enskilda inför en nationell domstol likt en nationell lag. I enlighet med företrädesprincipen blir varje motstridande föreskrift i den nationella lagstiftningen automatiskt otillämplig i och med att en direkt tillämplig rättsakt träder i kraft, och nya nationella föreskrifter kan inte få giltig verkan till den del de är oförenliga med en sådan rättsakt. I likhet med andra delar av unionsrätten är medlemsstaterna enligt principen om lojalt samarbete skyldiga att undanröja eventuella nationella lagar eller andra författningar som är oförenliga med en direkt tillämplig rättsakt.
Till följd av undantagsklausuler och andra liknande bestämmelser i unionens fördrag kan en förordnings direkta tillämplighet vara begränsad till att endast gälla vissa medlemsstater, exempelvis är förordningar som rör eurosamarbetet endast direkt tillämpliga inom euroområdet.

## Relation tilldirekt effekt
Direkt tillämplighet skiljer sig som begrepp från direkt effekt, som syftar på möjligheten för enskilda att åberopa en bestämmelse i unionsrätten inför en nationell domstol likt en nationell lag. EU-domstolen gjorde i sin tidiga rättspraxis inte någon större åtskillnad mellan begreppen, men sedan 1970-talet har direkt tillämplighet och direkt effekt utvecklats till att bli två åtskilda begrepp. Medan direkt tillämplighet är ett begrepp som finns uttryckligen omnämnt i unionens fördrag, är direkt effekt ett begrepp som tillkommit uteslutande genom rättspraxis av EU-domstolen, ursprungligen genom dess dom i målet Van Gend & Loos mot Nederländerna den 5 februari 1963. Även om bestämmelserna i en förordning till sin rättsliga karaktär är ämnade att ha fullständig direkt effekt, finns det många bestämmelser i förordningar som inte rör rättigheter för enskilda och som därför saknar direkt effekt. Omvänt kan en bestämmelse i unionsrätten ha direkt effekt, utan att ingå i en direkt tillämplig rättsakt.